# Gretschins
Gretschins ist eine Ortschaft in der politischen Gemeinde Wartau im Schweizer Kanton St. Gallen. Sie liegt am Fusse des Hügels der Burgruine Wartau im St. Galler Rheintal.

## Ortsname
Der Ortsname findet sich seit dem 13. Jahrhundert bezeugt: adjektivisch latinisiert Grecinus ‘aus Gretschins stammend’ (vor 1263), substantivisch latinisiert de Cracinnes und de Grecinnes ‘von Gretschins’ (1270, 1273). In deutschsprachigen Urkunden tritt er erstmals 1414 als Gretschinss («Die Pfarr zuo Wartow zuo Gretschinss») auf. Der Ortsname stammt aus dem Alträtoromanischen und bedeutet ‘kleiner Hofraum’. Das ursprüngliche Gattungswort *curtitschin, das dem Ortsnamen zugrunde liegt, ist eine doppelte Ableitung zum alträtoromanischen Gattungswort cuort ‘Hof, Hofraum’, das seinerseits von lateinisch cohors, cohōrte ‘Hofraum (für das Vieh)’ stammt. Das Ortsnamensuffix -s ist eine Spur altromanischer Wortbeugung.

## Kirche

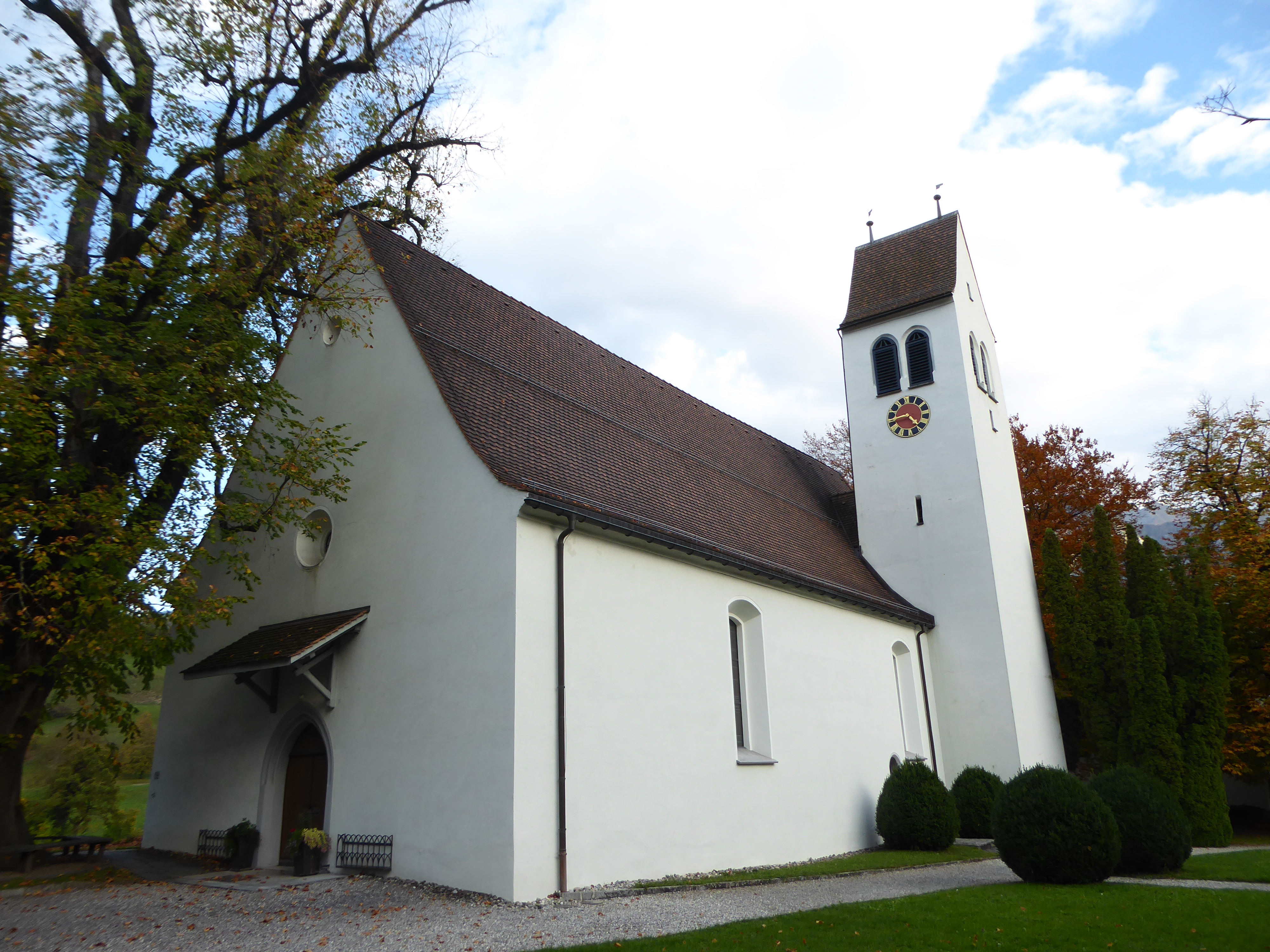
Kirche St. Martin

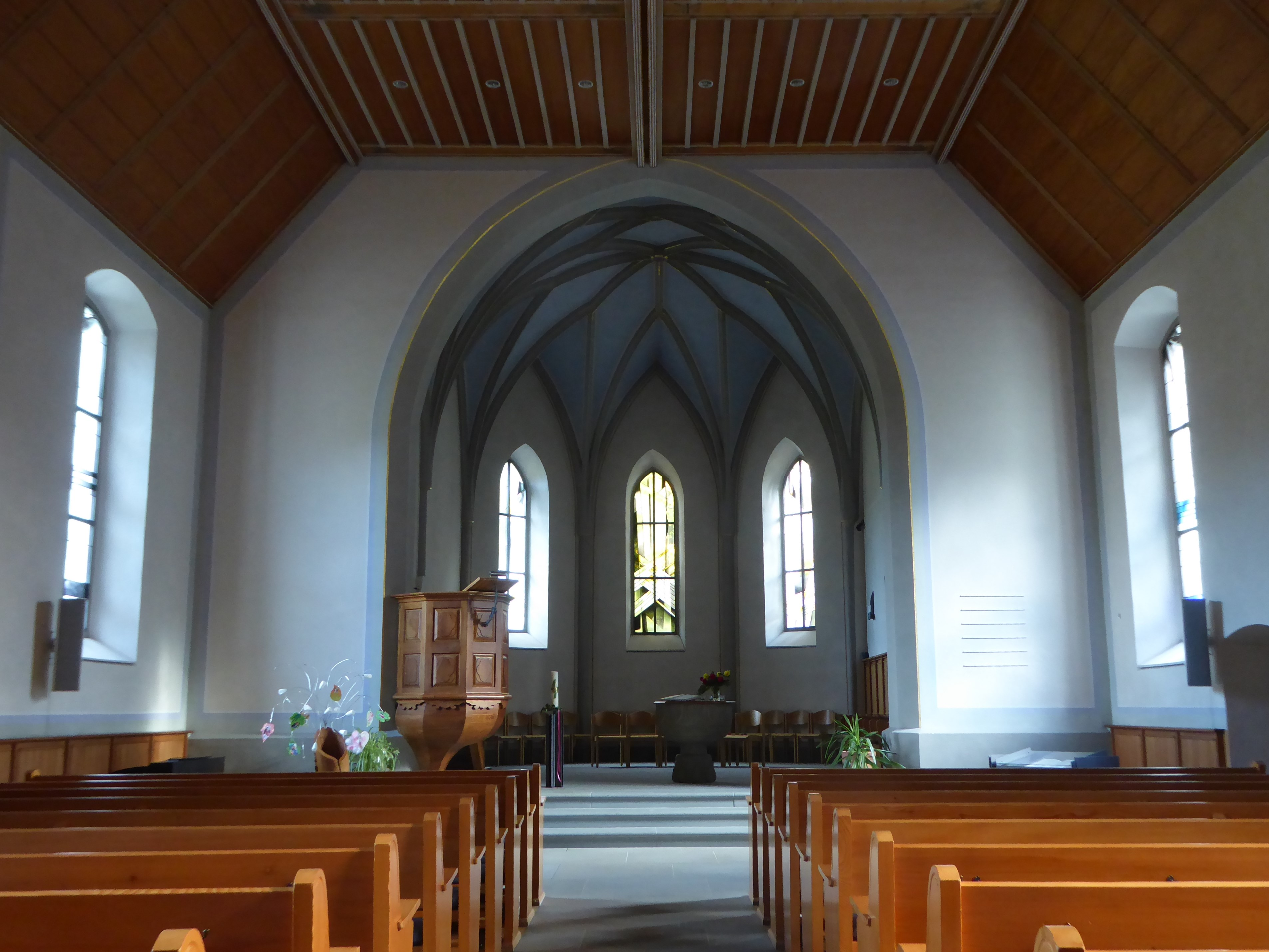
Innenraum der Kirche

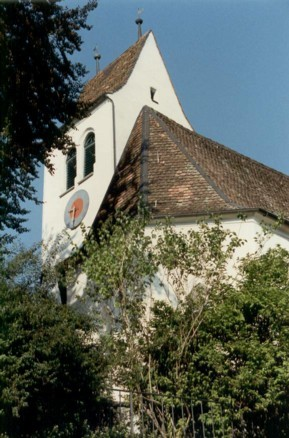
Turm und Chor der St. Martinskirche Gretschins

Im Dorfzentrum steht die 1493 erbaute und 1494 dem heiligen Mauritius geweihte romanische Kirche, wo ursprünglich zwei St. Martinskirchen gestanden hatten. Der dritte Bau des schon 1273 erwähnten Kirchenortes wurde Mauritius geweiht, der sich jedoch im Bewusstsein der Bevölkerung infolge der nahenden Reformation nicht mehr durchsetzen konnte. Daher blieb das Gretschinser Gotteshaus im Volksmund stets eine Martinskirche. Dieses Gotteshaus ist die älteste der Wartauer Kirchen. Als Besonderheit weist sie einen gotischen Chor auf, das Überbleibsel einer früheren Kirche am selben Standort.
Des vor 500 Jahren abgeschlossenen Kirchenbaus wurde 1993 im Gottesdienst vom Sonntag, den 27. Juni, gedacht. Am Donnerstag, den 11. November 1993, luden die Vorsteherschaft und die Mitarbeitenden zum Abendanlass St. Martin zu Gretschins – Geschichte und Geschichten mit Hans Sulser-Corrodi, Plattis, in die Kirche ein. Am Sonntag, den 17. Juni 2001, wurde das renovierte und mit Glasmalereien des Zürcher Künstlers Franco Giacomel versehene Gotteshaus feierlich eingeweiht.
Die südöstliche Ausrichtung der Kirche gegen Sonnenaufgang am Martinstag, den 11. November, morgens um 9 Uhr, zeugt von der sorgsamen Einbettung des Gotteshauses in die Landschaft und mithin von der Verbindung des Mikrokosmos mit dem Makrokosmos, von der Verbindung der Erde mit dem Universum. Bezeichnet der Martinstag den Beginn des Bauernwinters, so markiert Lichtmess, der 2. Februar, das Ende des Bauernwinters. Exakt auf diesen Tag hin kehrt die Sonne zurück und erscheint wiederum in der Flucht der Gretschinser Kirche, diesmal jedoch wegen der Ekliptik im Sonnenlauf eine halbe Stunde später, um 9.30 Uhr. Der alte Ort der Anbetung kann denn auch als Kraftort gesehen werden.
Durch die alte Erzählung Das Wasser von Gretschins, welche im Jahr 1945 veröffentlicht wurde und einer Diakonissin mit den Initialen O. M. zugeschrieben wird, die im Spital Grabs tätig war, kann dem Genuss von heimatlichem Wasser heilende Kraft zugeschrieben werden: «Wenn ich Wasser hätte vom Brunnen daheim in Gretschins, vom Brunnen bei der alten Trotte, dann würde ich gesund!»

## Linde

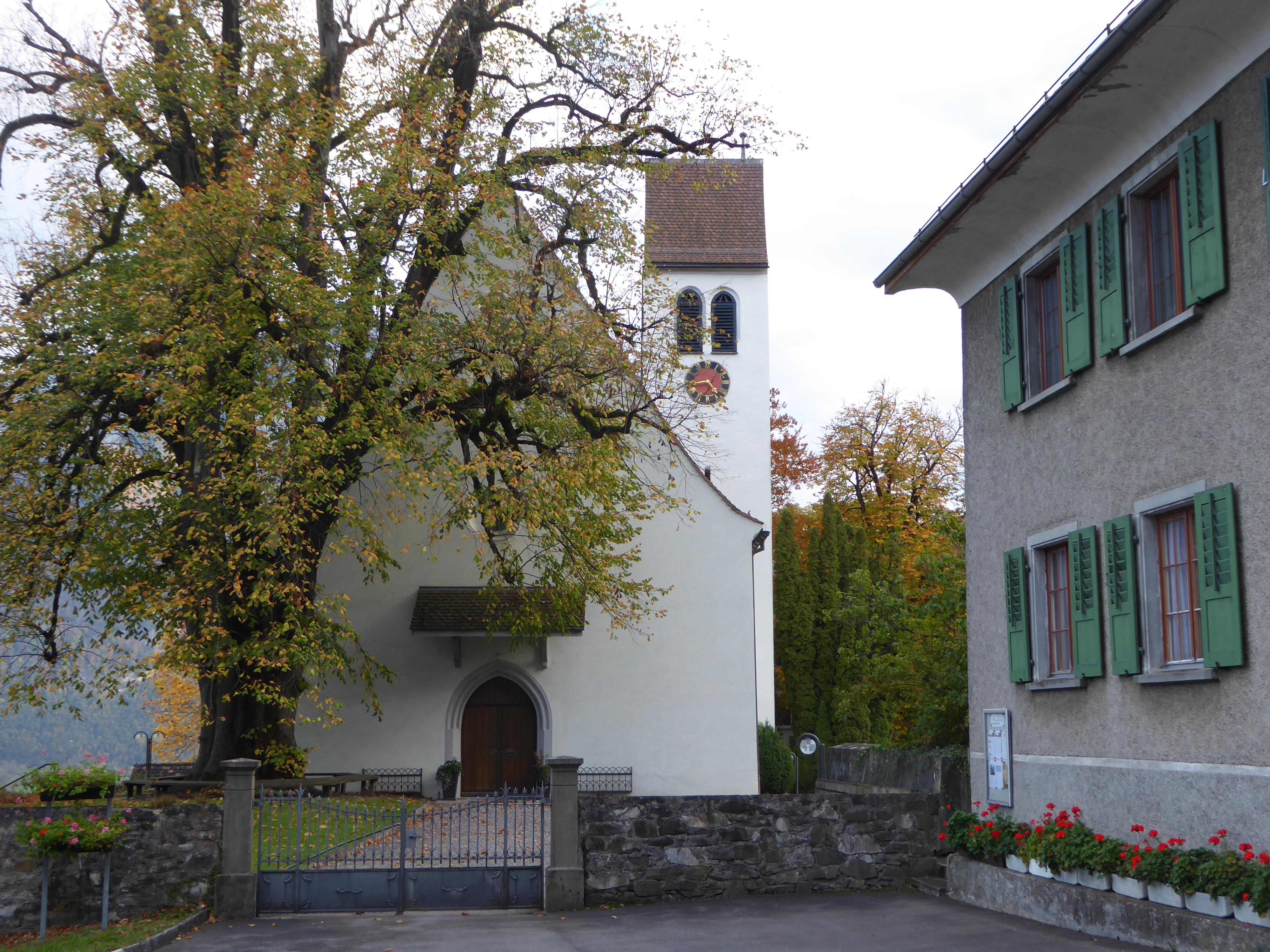
Kirche und Pfarrhaus mit der im Text erwähnten Linde

Vor der Kirche steht eine mächtige Linde, das eigentliche Wahrzeichen des Dorfes. Die Überlieferung berichtet, der Baum sei als Zeichen der Auferstehungshoffnung während der letzten Pestzeit im 17. Jahrhundert auf das Grab von sieben Männern mit dem Vornamen Hans gepflanzt worden. Diese „Hansen“ seien allesamt am gleichen Tag durch den Schwarzen Tod gestorben.

## Persönlichkeiten
- Hermann Seifert, Regierungsrat und Landammann des Kantons St. Gallen, war von 1863 bis 1870 Pfarrer in Gretschins
- Heinrich Lang (1826–1876), Reformtheologe, führender Vertreter des theologischen Liberalismus
- Hans Rudolf Tschudi (1641–1716), Pfarrer zur Zeit des Wartauer Handels 1694/95

## Bilder

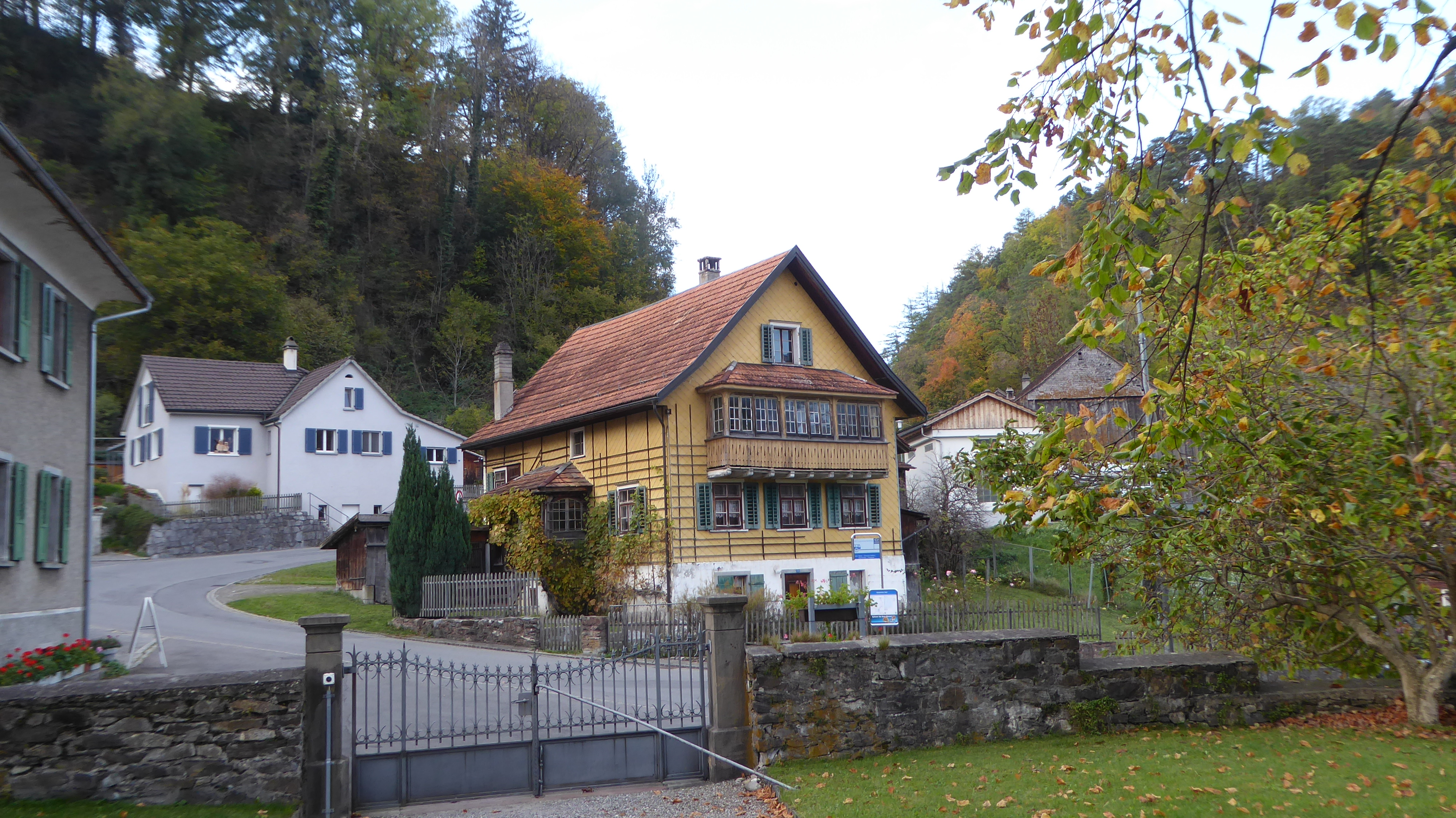
Häuser im Dorfzentrum
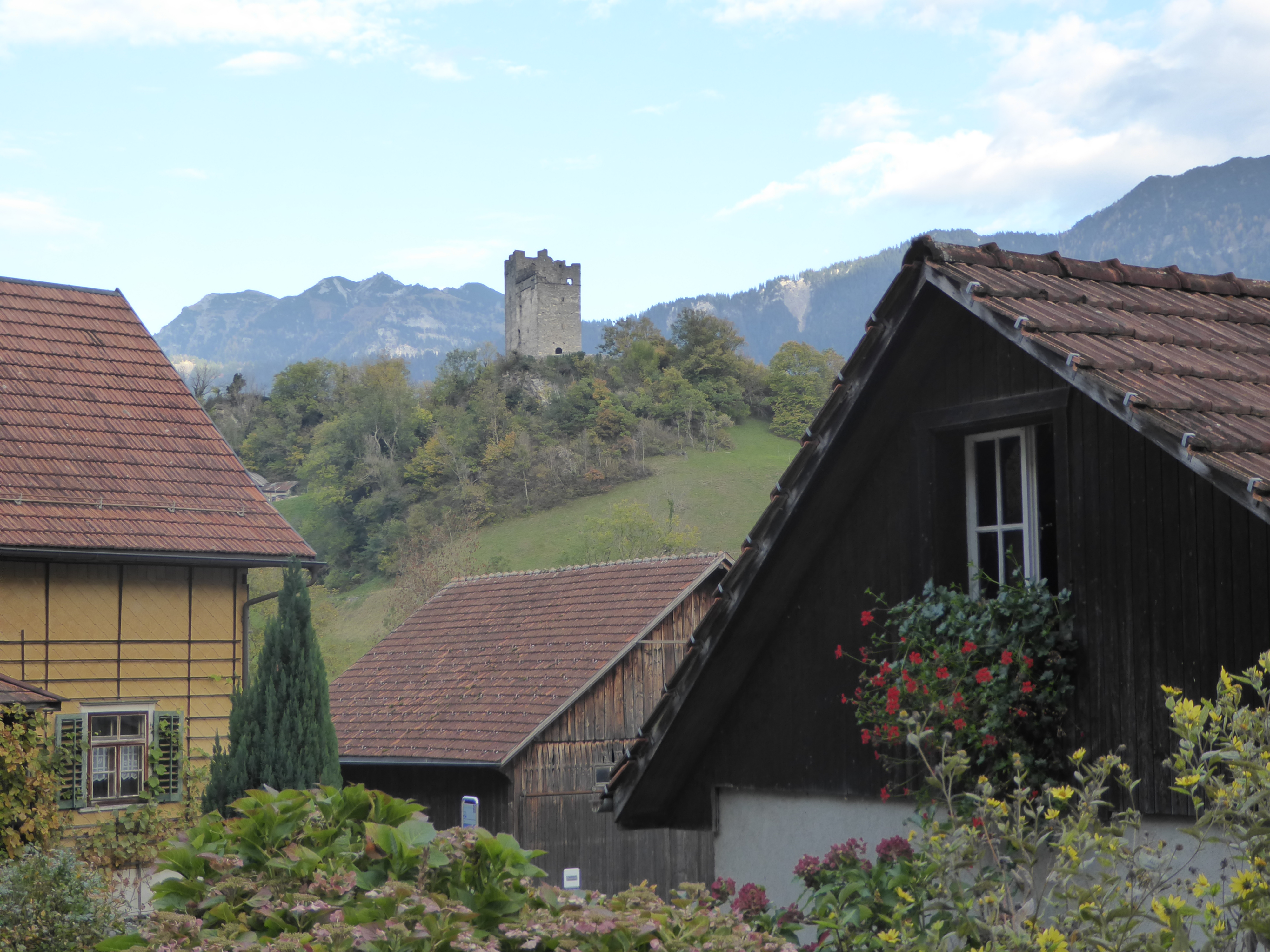
Blick von Gretschins auf die Burg Wartau
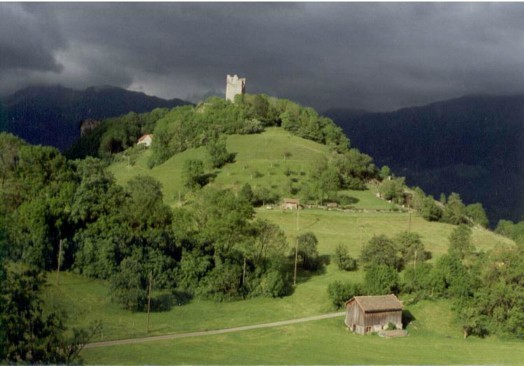
Stimmungsbild von Wartau
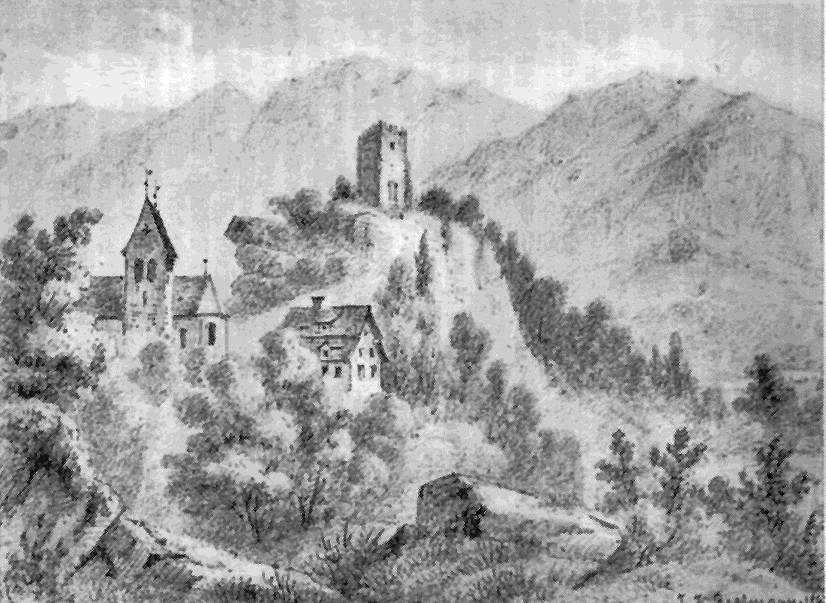
Kirche und Pfarrhaus von Gretschins mit Burgruine